# Star-2000

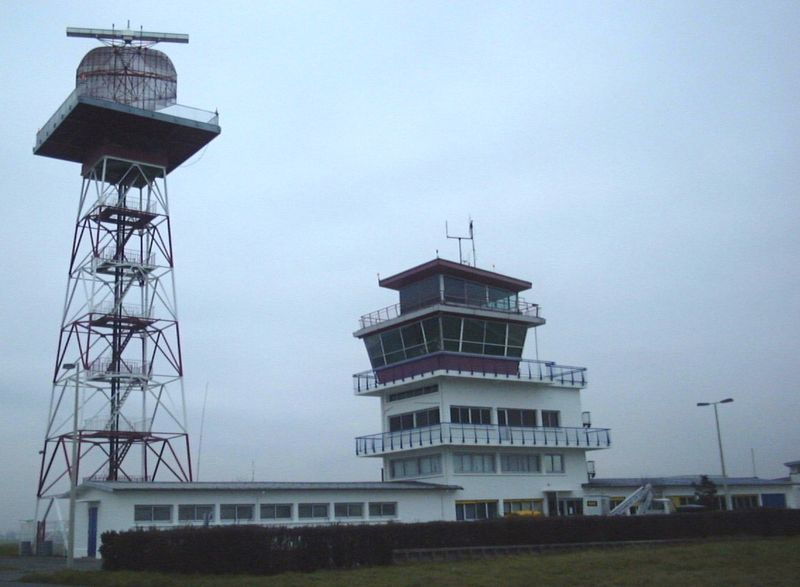
Radar auf dem Flughafen Paris/Orly

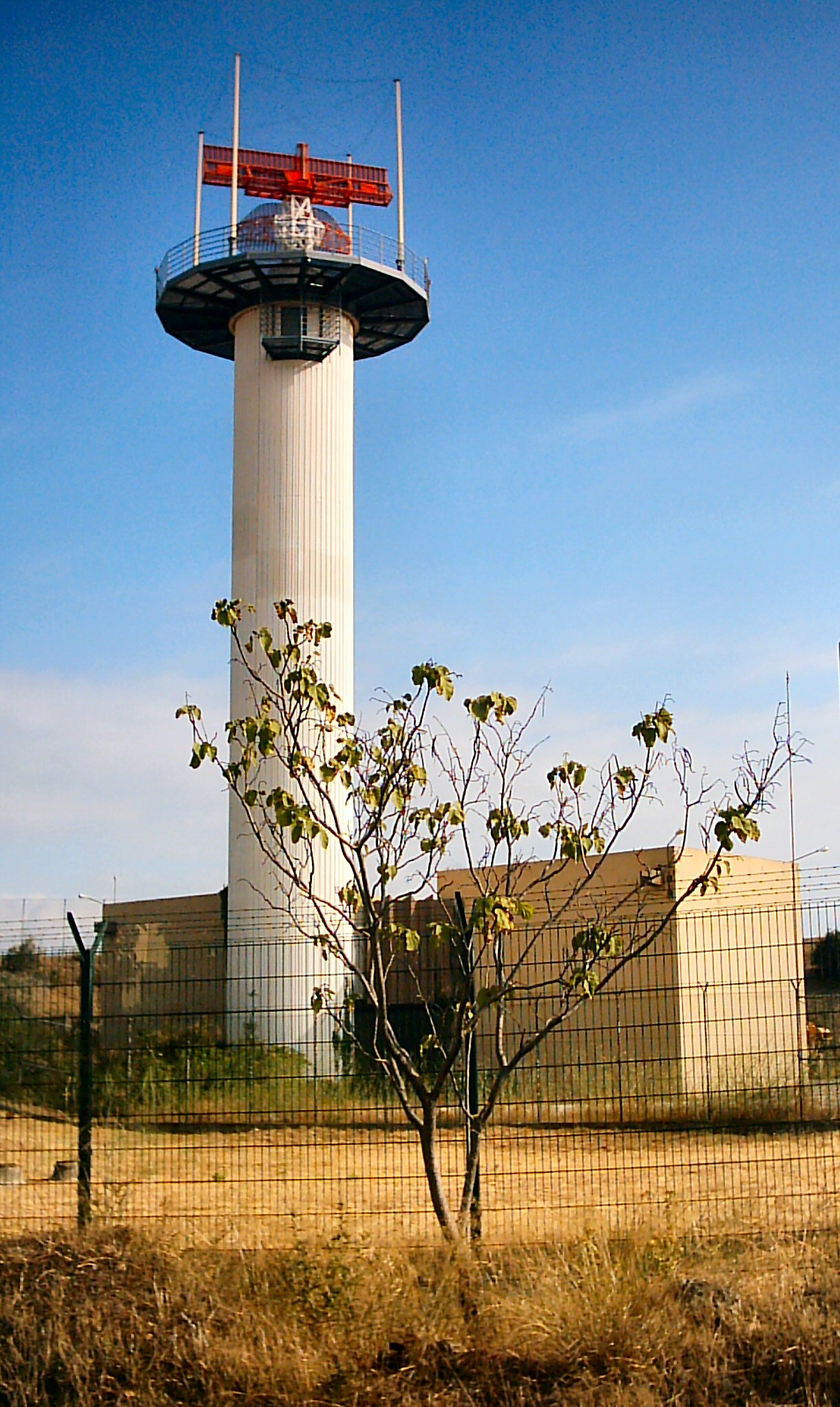
und auf dem Flughafen Lissabon

Das STAR -2000 ist ein in Halbleitertechnologie modular aufgebautes Airport Surveillance Radar der Firma Thales. Es wird sowohl für zivile als auch für militärische Anwendungen als Luftraumaufklärungsradar für Flugplätze verwendet. Ein spezieller Wetterkanal ist in das System integriert. Die Antenne mit einem Cosecans²-Diagramm wird durch zwei Hornstrahler (Low-beam= unteres Diagramm und High-beam= oberes Diagramm) gespeist. Gesendet wird jedoch nur im Low-beam. Das Cosecans²-Diagramm wird durch leichtes Anheben des unteren Parabolreflektorteils (sogenannte „Unterlippe“) erreicht.
Das Radargerät nutzt das Pulskompressionsverfahren und sendet einen frequenzmodulierten Impuls mit 75 µs Dauer. Da deswegen die minimal mögliche Entfernungsbestimmung verschlechtert wird (solange das Radar sendet, kann der Empfänger nichts empfangen), muss ein kurzer Vorimpuls von nur 1 µs gesendet werden, der diesen Entfernungsbereich abdeckt.
Durch stufenweise Erhöhung der Sendeleistung durch Vergrößerung der Anzahl der Powermodule kann die Reichweite des Radars den Anforderungen im Bereich von 60 Nm (111 km) bis 90 Nm (167 km) angepasst werden. Für den STAR−2000 ist ein eigenständiges Mode-S-fähiges Monopuls-Sekundärradar, das mit dem Datenausgabeformat des Primärradars korreliert wird.
| Technische Daten STAR-2000 | Technische Daten STAR-2000 |
| -------------------------- | -------------------------- |
| Frequenzbereich            | 2,7 bis 2,9 GHz            |
| Pulswiederholzeit          |                            |
| Pulswiederholfrequenz      |                            |
| Sendezeit (PW)             | 1 µs und 75 µs             |
| Empfangszeit               |                            |
| Totzeit                    |                            |
| Pulsleistung               | 15 bis 28 kW               |
| Durchschnittsleistung      |                            |
| angezeigte Entfernung      | 110 bis 167 km             |
| Entfernungsauflösung       | 230 m                      |
| Öffnungswinkel             | 2,8°                       |
| Trefferzahl                |                            |
| Antennenumlaufzeit         | 4 s (15/min)               |